# Werd (Stadt Zürich)
Der Stadtteil Werd liegt südlich des Quartiers Langstrasse im Kreis 4 der Stadt Zürich. Die Grenze zum Quartier Langstrasse bildet die Badenerstrasse, südöstlich ist die Sihl die Grenze zum Kreis 1 und südwestlich die Seebahn- und Schimmelstrasse die Grenze zum Kreis 3.

## Quartier

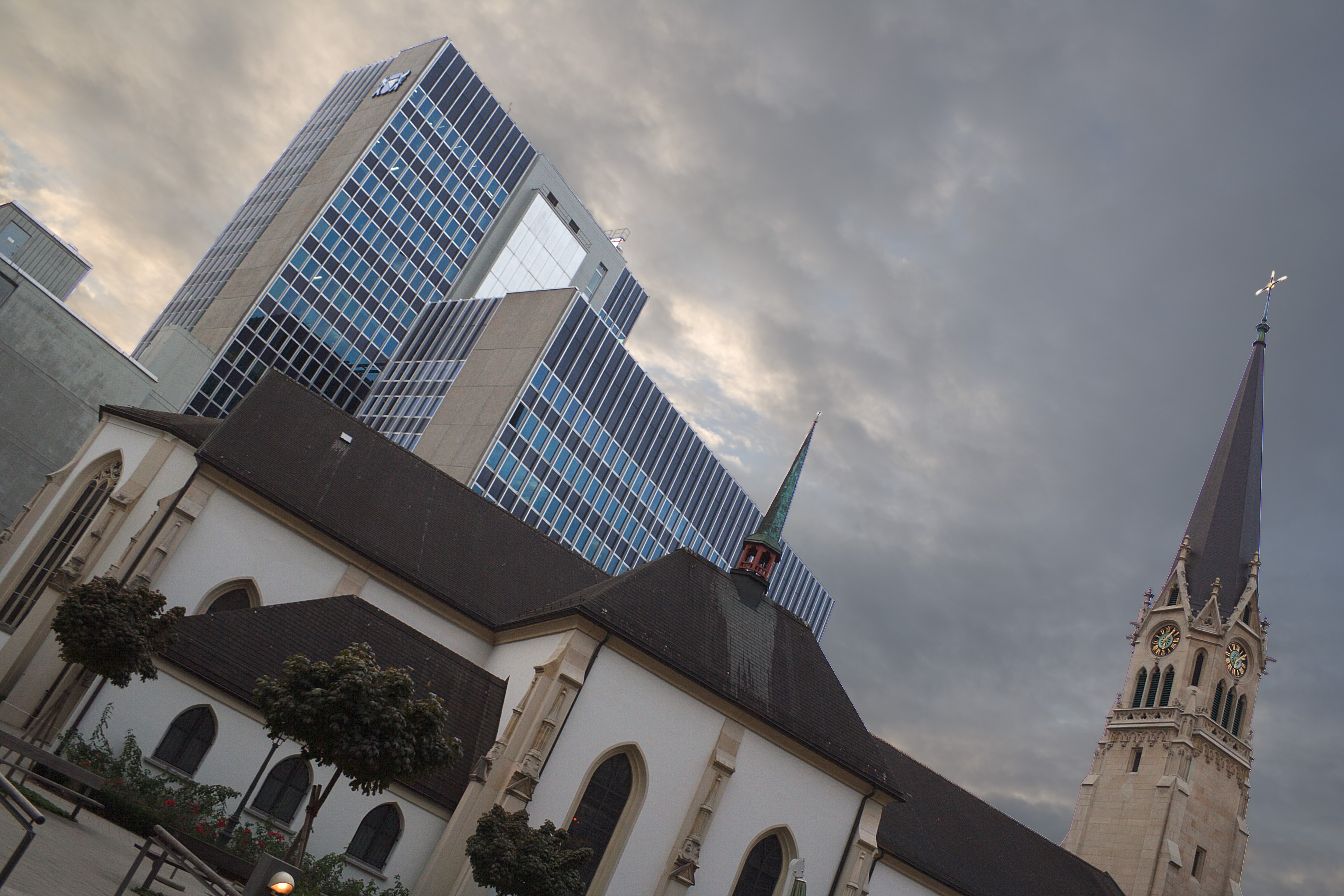
Die Kirche St. Peter und Paul mit dem Werdhochhaus im Hintergrund

Der Begriff Werd geht auf das altdeutsche Wort warid, werid bzw. das mittelhochdeutsche Wort wert zurück und bedeutet Insel, Halbinsel, Flussinsel oder Niederung zwischen Flüssen und Seen. In Bezug auf das Werd-Quartier bezeichnet es das Gebiet zwischen der Sihl und dem Wiediker Dorfbach – oder eventuell einem ehemaligen Arm der Sihl.
Markantestes Gebäude des Quartiers ist das Werd-Hochhaus, das heute von der Zürcher Stadtverwaltung genutzt wird.

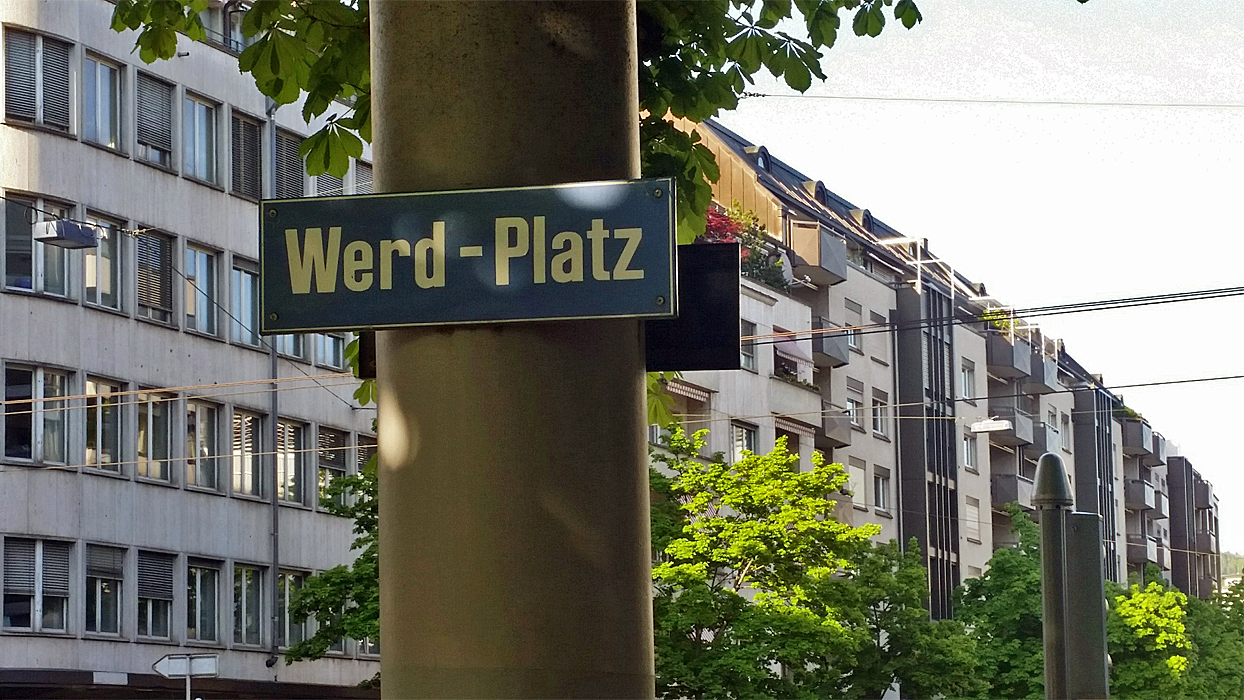
Am Werdplatz

## Bevölkerungsentwicklung des Quartiers
Quelle: Statistik & Daten: Werd